# 箕作阮甫

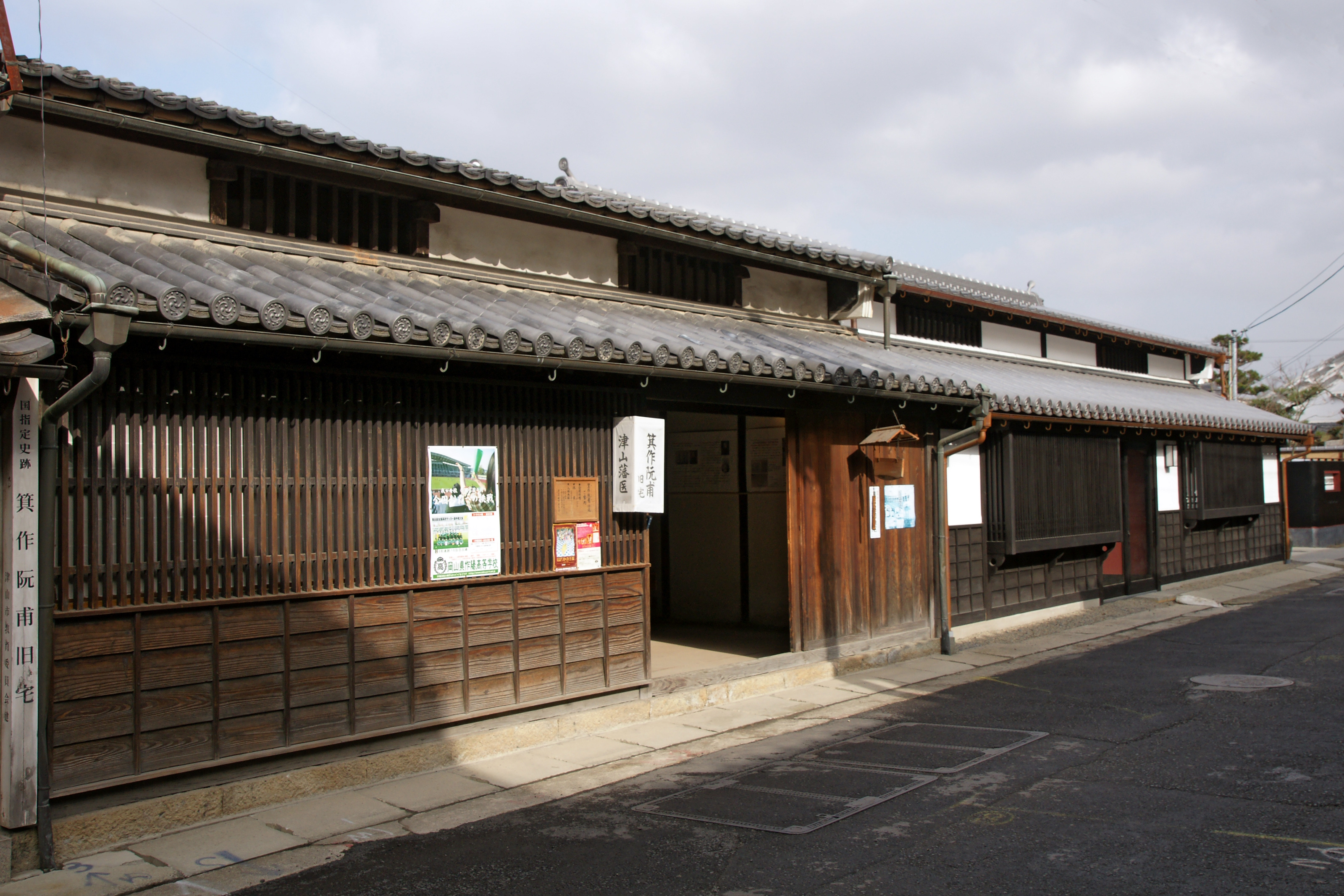
箕作阮甫旧宅（津山市西新町）

箕作 阮甫（みつくり げんぽ、寛政11年9月7日（1799年10月5日） - 文久3年6月17日（1863年8月1日））は、日本の武士・津山藩士､蘭学者である。名は貞一、虔儒。字は痒西、号は紫川、逢谷。

蘭方医を始め、語学、西洋史、兵学、宗教学など広範囲にわたり洋学を修め多方面で活躍。江戸幕府が設立した蕃書調所の主席教授を務め、お玉ヶ池種痘所の設立にも尽力し、現在の東京大学の基礎を造った。ペリー来航時には米国大統領国書の翻訳を行ったほか、ブリッジマンの『聯邦志略』を日本で初版し、多くの日本人に影響を与え日本の近代化に貢献した。西洋文明を深く学ぶためキリスト教にも関心を持ち、キリシタン禁制の時代に旧約聖書を訳した『讀旧約全書』を著した。

## 略歴
津山藩医箕作貞固（三代丈庵）の第三子として美作国西新町（後に津山東町、現在の岡山県津山市西新町）に生まれる。医家としての箕作は、阮甫の曾祖父貞辨（初代丈庵）からで、西新町に住み開業した。父貞固の代になり天明2年10月24日（1782年11月28日）津山藩主松平家の「御医師並」に召し出されて十人扶持をもって町医者から藩医に取り立てられた。
阮甫は4歳で父をなくし、12歳で兄豊順をなくして、家督を相続することになる。藩の永田敬蔵（桐陰）・小島廣厚（天楽）から儒学を学ぶ一方、文化13年（1816年）には京都に出て、竹中文輔のもとで3カ年間医術習得にはげんだ。
文政2年（1819年）には、修業を終えて京都から帰り、本町三丁目で開業した。翌年、倉敷(美作市林野の旧名)本澤家養子　本澤篤祐の娘　登井が　篤祐実家の大村家の養女となり、嫁いだ。やがて高50石御小姓組御匙代にすすみ、文政6年（1823年）には、藩主の供で江戸に行き、宇田川玄真の門に入り、以後洋学の研鑚を重ねる。
幕府天文台翻訳員となり、嘉永6年（1853年）のペリー来航時にアメリカ合衆国大統領国書を翻訳、また対露交渉団の一員として長崎にも出向く。
安政3年（1856年）、江戸幕府が蕃書調所を開設すると首席教授を務めた。安政5年（1858年）には、阮甫が尽力してお玉ヶ池種痘所が設立された。当時は蘭方医と漢方医の対立も激しく、開設には非常な困難が伴ったが、主導的な役割を担い、伊東玄朴、大槻俊斎ら80名以上の蘭方医による醵金と幕府への働きかけを行い、私立の施設として開設させたものであった。蕃書調所とお玉ヶ池種痘所は、それぞれ現在の東京大学と東京大学医学部となっており、阮甫が東京大学の基礎を造った。
日本最初の医学雑誌『泰西名医彙講』をはじめ、『外科必読』・『産科簡明』・『和蘭文典』・『八紘通誌』・『水蒸船説略』・『西征紀行』など阮甫の訳述書は99部160冊余りが確認されており、その分野は医学・語学・西洋史・兵学・宗教学と広範囲にわたる。中でも文久元年（1861年）にブリッジマンの『大美聯邦志畧』に訓点を施して日本で初版した『聯邦志略』は、ジョン・リギンズなどが日本で頒布した中国語の原書と合わせて知識階級を始め、多くの日本人が競って読んだ。本書にはアメリカ合衆国の独立宣言、歴史、地理、政治、文化、行政、教育等が具体的に記述されており、近世封建社会下にあった当時の日本の志士たちに多大な影響を与えることとなった。

また、『和蘭文典』は、アムステルダムで1822年（文政5年）に出版された日本で蘭学を学ぶ者必修のオランダ語入門書であるオランダ語『ガランマチカ』及び『セエンタキス』の原書を1842年（天保13年）に翻刻して刊行した書物である。原書が日本に入ってくる数は少なく、多くの学生は筆写したが、阮甫が翻刻版を出版することで、後の大庭雪斎の翻訳した邦語版の『訳和蘭文語』とともに、蘭学とオランダ語学習において、大きな便益をもたらした。
阮甫は洋学を学ぶに当たり、西洋文明の背後にあるキリスト教にも関心を持ち、キリシタン禁制の時代に漢訳聖書を学んでおり、旧約聖書を訳した『讀旧約全書』を著している。墓所は多磨霊園。
明治43年（1910年）、従四位を追贈された。

## 系譜
阮甫の子孫には有名な学者が多数輩出している。婿養子に箕作省吾・箕作秋坪が、娘婿に呉黄石が、孫に箕作麟祥・箕作佳吉・箕作奎吾・箕作元八・菊池大麓・呉文聰・呉秀三らが、孫娘の夫に坪井正五郎らが、曾孫に菊池正士・坪井誠太郎・坪井忠二・呉建・呉文炳・呉茂一らが、曾孫の夫に石川千代松・長岡半太郎・美濃部達吉・鳩山秀夫・末弘厳太郎らがいる。

## 史跡
阮甫の生家は箕作阮甫旧宅として津山市西新町に現存している。江戸時代の商家の姿を今に留めており、昭和50年（1975年）3月18日に国の史跡に指定されている。